# Junta governativa mato-grossense de 1821-1823
Quando D. João VI transformou as capitanias em províncias, estas foram inicialmente governadas por uma Junta Governativa, composta de cinco membros.
Os membros da junta da província de Mato Grosso foram:
- Representantes do Clero:

1. Luís de Castro Pereira, Bispo de Ptolomaide
2. Padre Agostinho Luís Gularte Pereira, vigário
3. Padre José da Silva Guimarães, Comissário da Bula

- Representante da Nobreza:

1. André Gaudie Ley

- Representante do Povo:

1. João José Guimarães e Silva, Capitão-Mor das Ordenanças e Intendente dos Reais Armazéns

- Representantes da Tropa de Linha:

1. Tenente Coronel Félix Merme, Comandante da Legião
2. Tenente Coronel Jerônimo Joaquim Nunes
3. Luís d'Alincourt, Capitão de Engenheiros
4. Antônio José de Carvalho Chaves
5. Tenente Coronel Antônio Navarro de Abreu.
6. Sargento Mor Miguel Teotônio de Toledo Ribas

A junta governativa administrou a província de 20 de agosto de 1821 a 30 de julho de 1823.